# Annales maximi
Pour les articles homonymes, voir Annales (homonymie).
Les Annales maximi de Rome sont un registre de chroniques historiques tenu par les pontifes romains.

## Les archives de la cité
Selon Macrobe et Festus, elles portaient le nom de maximi non pour leur dimension, mais car elles étaient rédigées par le pontifex maximus.
Selon les témoignages de Cicéron et du grammairien Servius, chaque année jusqu'à Mucius Scævola, le Grand Pontife inscrivait sur un tableau blanchi (appelé l'album) et visible de tous dans la partie publique de sa maison, les noms des Consuls, puis celui des autres magistrats et les événements survenus dans l'année sur terre et sur mer, dignes d'être notés. On pouvait y lire les prodiges, les grands procès, les faits militaires et les traités, survenus dans l'année.
Ces tableaux étaient sans doute conservés dans la Regia, résidence du pontifex maximus.

## La survie de ces archives
Un malheureux incendie survenu en - 148 av. J.-C. sur le forum détruisit en grande partie la Regia, avec ses précieuses archives. La perte a dû être grande pour les historiens romains postérieurs.
Néanmoins selon des témoignages peu sûrs, le Grand Pontife Publius Mucius Scævola vers 130 av. J.-C., aurait publié en deux livres un abrégé de ces archives anciennes. Quelques fragments ont été préservés par les auteurs anciens.
Lorsque Cicéron fait qualifier les Annales maximi d'ouvrage agréable (jucundius) par son ami Atticus, ce doit être compris comme une plaisanterie sur leur sècheresse littéraire.
Sous l'Empire, Quintilien en évoque l'archaïsme et l'obscurité des tournures comme contre-exemple d'expression.